# Kručov
Kručov é um município da Eslováquia, situado no distrito de Stropkov, na região de Prešov. Tem 8,21 km² de área e sua população em 2018 foi estimada em 209 habitantes.

## Demografia
| Ano:        | 1994 | 2004   | 2014   | 2024   |
| ----------- | ---- | ------ | ------ | ------ |
| Broj ljudi: | 249  | 234    | 218    | 202    |
| Razlika:    |      | -6,02% | -6,83% | -7,33% |

| Ano:               | 2023 | 2024   |
| ------------------ | ---- | ------ |
| Número de pessoas: | 201  | 202    |
| Diferença:         |      | +0,49% |